# Велике князівство Литовсько-Білоруське (проєкт 1918 року)
Велике князівство Литовсько-Білоруське (біл. Вялікае Княства Літоўска-Беларускае) — політичний проєкт провідників консервативної католицької шляхти Мінських губерній (переважно членів Мінського товариства землеробства) 1918 р. Передбачав створення на землях Білорусі та Литви конституційно-монархічної держави під опікою німецької імперії — Велике князівство Литовсько-Білоруське (з північно-західних провінцій колишньої Російської імперії) зі столицею у Вільнюсі. Проєкт був і бажанням місцевої ліберально-консервативної знаті створити спільну білорусько-литовську державу, відокремлену від Росії та Польщі, і альтернативою створення соціалістичних республік у Білорусі та Литві.
Спроба створити Велике князівство Литовсько-Білоруське — один із епізодів боротьби у 1917—1921 роках, проєкт місцевих консервативних дворян на чолі з Едвардом Вайніловичем (1847—1928) для реалізації ідеї політичної суб'єктності білорусько-литовських земель (або лише Білорусі).

## Історія проєкту

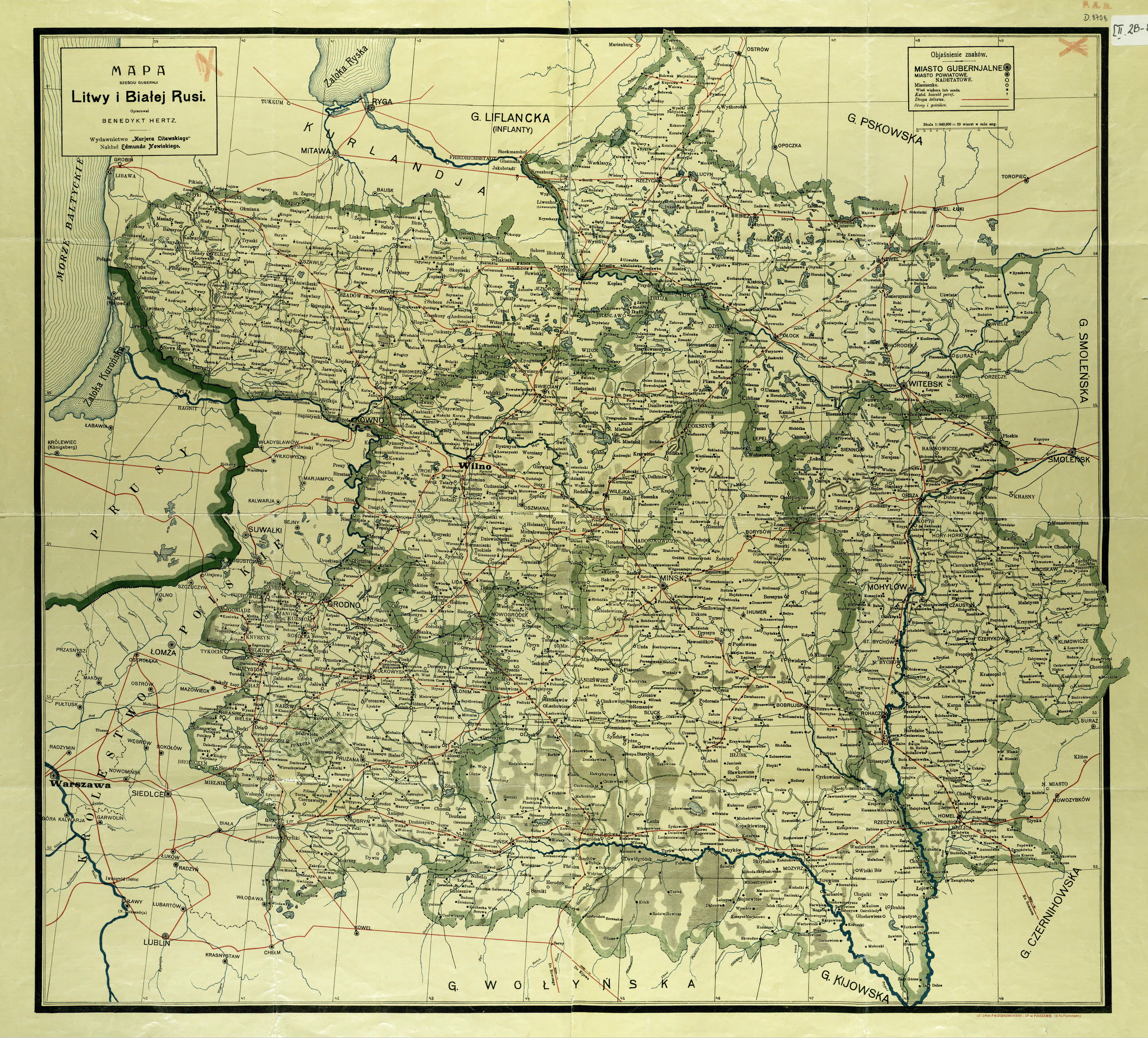
Карта Північно-Західного краю Російської імперії — це карта шести провінцій Литви та Білорусі, опублікована газетою «Kurier Litewski» між 1905 та 1910 роками.

Ініціаторами створення у 1918 році, Великого князівства Литовського та Білоруського були лідери консервативної католицької та польськомовної меншості, помірно заможного та заможного дворянства Мінської губернії, багато з яких були керівниками та членами Мінського товариства сільського господарства (МТСГ), а також колишніми членами ліберально-консервативного напряму «крайовці», який раніше (у 1905—1907 рр.) вимагав від російської влади політичної суб'єктності литовсько-білоруських провінцій (Північно-Західний регіон) у формі автономії Російської імперії. Лідером крайових консерваторів був Едуард Войнілович, голова МТСГ. Апогей впливу ліберально-консервативного напряму «крайовців» на литовсько-білоруських землях був у 1905—1911 роках, але навіть після цього лідери ліберально-консервативного напрямку «крайовців» у Мінській, Могилівській та Вітебській губерніях не відмовилися від ідеї литовської політичної суб'єктності білоруських земель в тій чи іншій формі. Ще в часи Російської імперії міські консервативні вельможі на закритих засіданнях Мінського сільськогосподарського товариства заявляли, що запланована незалежна білорусько-литовська держава повинна мати конституційно-монархічну систему і підтримувати ліберально-консервативні цінності (повага приватної власності; юридична рівність усіх мов, культур і релігій). підтримка сімейних цінностей та релігії; розвиток системи освіти та загальної грамотності; скасування класових відмінностей тощо). Незабитовський Кароль (1865—1952), один із лідерів товариства, одного разу іронічно сказав на засіданні Мінського товариства сільського господарства, що «республіка» призведе до «різання публіки». Планувалося, що столицею Великого князівства буде Вільнюс .
Після повалення російського самодержавства під час Лютневої революції (1917 р.) та створення Тимчасового уряду Росії в Петрограді керівники МТСГ на чолі з Едуардом Войніловичем мали на меті політичну суб'єктивність Білорусі. Через заступника голови МТСГ Романа Скірмунта, який був близьким другом і «правою рукою» Едварда Войніловича, мінські дворяни-консерватори хотіли впливати на соціалістичні партії та організації Мінської губернії та закріпити помірну програму аграрних реформ у Білорусі, не допускаючи скасування приватної власності та націоналізації всієї землі без викупу, і домагалися в середині квітня 1917 року отримати у Тимчасового уряду Росії автономії Білорусі в межах Росії, впровадження в школах білоруської мови та історії Білорусі, проведення демократичних виборів до місцевих органів влади, відшкодування збитків, завданих війною та ін.
Після жовтневого перевороту в Росії та встановлення більшовицького правління в Петрограді, який скасував приватну власність на землю земельним указом від 26 жовтня 1917 р., лідери МТСГ направили делегацію представників польської ради Мінська на фронт на зустріч із німецьким генералом Максом Гофманом у Брест щоб запросити німців окупувати територію Білорусі до Дніпра, пообіцявши допомогти у цьому, сформувавши власні військові частини. Після зустрічі у Бресті з німецькою делегацією поїхали до Варшави, щоб налагодити контакт з пронімецькою польською регентською радою Королівства Польського (1916—1918), керуючись у своїх планах принципом «аби не до Росії» . Лідери МТСГ прагнули збереження політичної суб'єктності Білорусі, і заявили через своїх делегатів, що бажають вийти з-під впливу більшовицької Росії, але «без наміру прямої інкорпорації Білорусі до Польщі». До складу регентської ради у Варшаві входив давній друг графа Єжи Чапського, священик Зигмунт Гельміцький. Результатом угоди став наступ німецьких військ на Мінськ у лютому 1918 року, коли німецькі військові органи (10-а німецька армія) відхилили претензії Народного секретаріату Білорусі (на чолі з Йосифом Воронком) та негативно відреагували на її соціалістичний склад та заяви «захищати завоювання революції», але прийняли привітання від дворян-консерваторів, підписане Едуардом Войніловичем, і затвердили створення в Мінську 25 лютого 1918 року Мінського білоруського представництва (Білоруське народне представництво) на чолі з Раманом Скірмунтом .
Конкурентами дворян-консерваторів (прихильників капіталістичної системи держави) у процесі створення білоруської державності були білоруські соціалістичні партії та організації. Проголосила незалежність Білоруська Народна Республіка (БНР) у Мінську, зайнятому німецькими військами, 25 березня 1918 р.. 9 березня 1918 р. була прийнята Друга Статутна грамота БНР, абзац сьомий якої оголосив про скасування приватної власності на землю. Роман Скірмунт, якого 12 квітня 1918 р. ввели в Раду БНР, зорієнтував Раду на співпрацю з німецькою військовою адміністрацією в Мінську та Німеччині. За ініціативою Романа Скірмунта 25 квітня 1918 р. президент Ради БНР Іван Середній, голова Національного секретаріату Йосиф Воронко, члени Ради БНР Роман Скірмунт, Павло Алексюк, Йосиф Лесик та інші надіслали німецькому імператору секретну телеграму, в якій повідомляли про бажання незалежності Білорусі в союзі з німецькою імперією. За рекомендацією німецького військового командування в Мінську формування нового кабінету БНР було доручено Роману Скірмунту. У травні 1918 року Скірмунт як делегат БНР вирушив до Берліна, де даремно просив аудиторію у імператора Німеччини. Однак, на думку білоруського історика Захара Шибека, лише під захистом 10-ї німецької армії, яку в Мінськ та Мінську губернію привезли місцеві консервативні католицькі та польськомовні дворяни, вдалося розгорнути реальні елементи БНР — Раду, місцеві ради в повітах (виборні органи БНР), видавати паспорти БНР, займатися міжнародною діяльністю, відкривати білоруськомовні школи та випускати газети, відновити діяльність церкви, за винятком створення власної армії та поліції БНР, що не дозволяли німці. Шибека вважає, що без німецьких гарантій на тлі незацікавленості та агресивних намірів найближчих сусідів (Росії, України, Польщі та Литви) навряд чи можна зробити таке явище, як БНР — важливий досвід білоруської державності у XX столітті.
Новий прем'єр-міністр БНР 9 липня 1918 р. Роман Скірмунт, якого підтримали лідери МТСГ та дворяни-консерватори, негайно переглянув сьомий пункт Другої Статутної грамоти БНР, який стосувався аграрного питання. Зі схвалення консервативного дворянства Скірмунт запропонував білоруським соціалістичним партіям компроміс з питань землі (продаж її селянам невеликими наділами за ціною, яка відповідала їх реальній вартості), але не вдалося досягти розуміння з соціалістами. Зрештою, 20 липня 1918 р. кабінет Романа Скірмунта був змушений офіційно подати у відставку. Сформувати новий склад кабінету, створеного на базі коаліції, представники фракцій Ради БНР доручили Яну Середі. І з тими ж намірами місцева консервативна шляхта почала формувати за власні кошти на зміцнення білоруської держави — армії 200 тисяч солдатів БНР, яку пообіцяли підтримати також віленські банкіри. Німецьке політичне керівництво в Берліні не поспішало визнавати білоруську державність та дозволяти формування білоруської армії.

## Звернення до німецького імператора

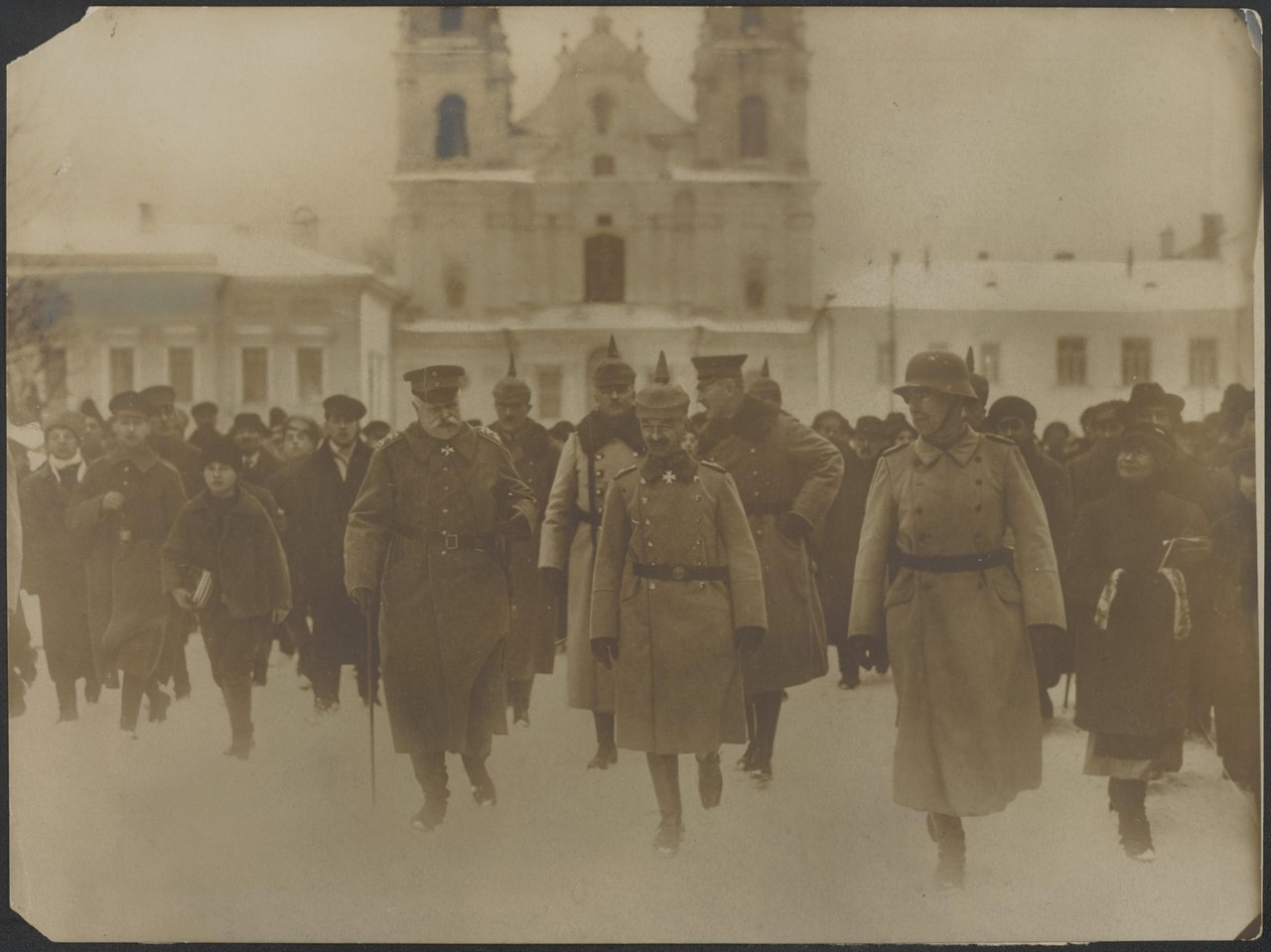
Фельдмаршал фон Ейнхарн (ліворуч) та генерал Фердинанд фон Бреда (праворуч) відвідали німецькі війська нещодавно окупованого міста Мінськ. Фото 1918 року — біля церкви Пресвятої Богородиці

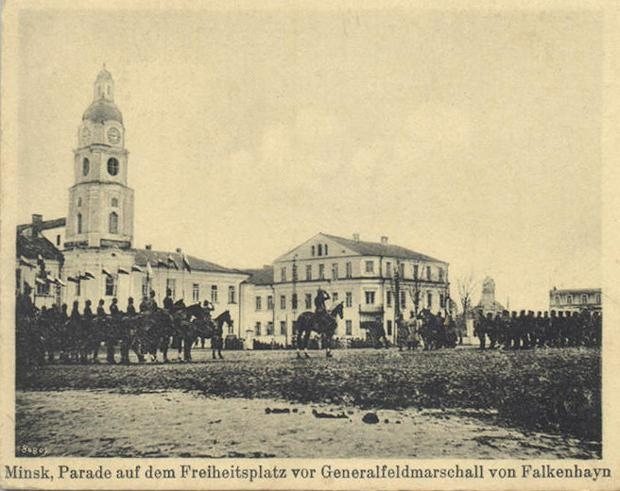
Парад німецьких військ у Мінську на площі Свободи проводить генерал-фельдмаршал Еріх фон Фалькенгайн. Фото 1918 року

Як видно із спогадів Едварда Войніловича, після закінчення жовтня / початку листопада 1918 р. німецькі війська почали покидати територію Могилівської губернії згідно з рішеннями Брестського миру з більшовиками. Провідники знаті Мінської губернії (переважно члени Мінського товариства сільського господарства виступали проти поділу Білорусі на частини, ініціювали створення під наглядом Німеччини «Великого князівства Литовсько-Білоруського» (з північно-західних провінцій).
Спочатку очолити делегацію мінської знаті до німецького генерала Еріха фон Фалькенгайна (1861—1922), командира 10-ї німецької армії; пропонували Едварду Войніловичу як найбільш шанованому та впливовому керівнику мінської знаті, але він відмовився, бо він мав антинімецькі політичні погляди і не вважав гідним створити державу під німецьким протекторатом. Однак, врешті-решт, Войнілович підписав звернення. У Мінську делегати (30 осіб), якими керував новообраний мінський маршалок граф Єжи Чапський, попросили генерала Фалькенгайна повідомити про наміри відновити князівство німецького імператора Вільгельма II. Фактично, це була остання спроба крайовських консерваторів до адміністративно-територіального об'єднання литовсько-білоруських земель не як автономії в межах Росії чи Польщі, а як незалежної держави. Генерал фон Фолкенгайн заявив делегації мінської знаті, що має суворо виконувати рішення Брестського миру, але подасть пропозицію в Центральну імператорську ставку .
Роман Скірмунт очолив делегацію місцевих дворян до Берліна для підтримки створення Великого князівства Литовського та Білорусі під наглядом Німеччини, але він не зміг здобути аудиторію з німецьким імператором Вільгельмом II . У Берліні почалася Листопадова революція (1918 р.), яка повалила німецьку монархію та створила республіку. Німці в лютому 1919 року незабаром залишили всю територію Білорусі, і їх замінили більшовицькі війська — Червона армія.
Той факт, що нову державу назвали «Великим князівством Литовсько-Білоруським» (а не, наприклад, «Королівство Литви та Білорусі»), є прямим посиланням на історичну традицію державності на литовсько-білоруських землях у формі середньовічного Великого князівства Литовського та Руського (ВКЛ) та його генеалогічних та культурних коренів у цій державі. Новиною було те, що мінські дворяни пропонували назвати нову державу не «Великим князівством Литовським» (або «Великим князівством Литовським, Руським і Жамойським»), а «Великим князівством Литовсько-Білоруським», що свідчило про прийняття ними нового географічного та етнонімічного значення, термінологію, що змінилася в «північно-західних провінціях» за часів Російської імперії під впливом офіційної російської ідеології та науки, коли слово «Білорусь» почало вказувати лише на область поселення слов'яномовного селянства Північно-Західного регіону, а «Литва» — лише на Прибалтику.

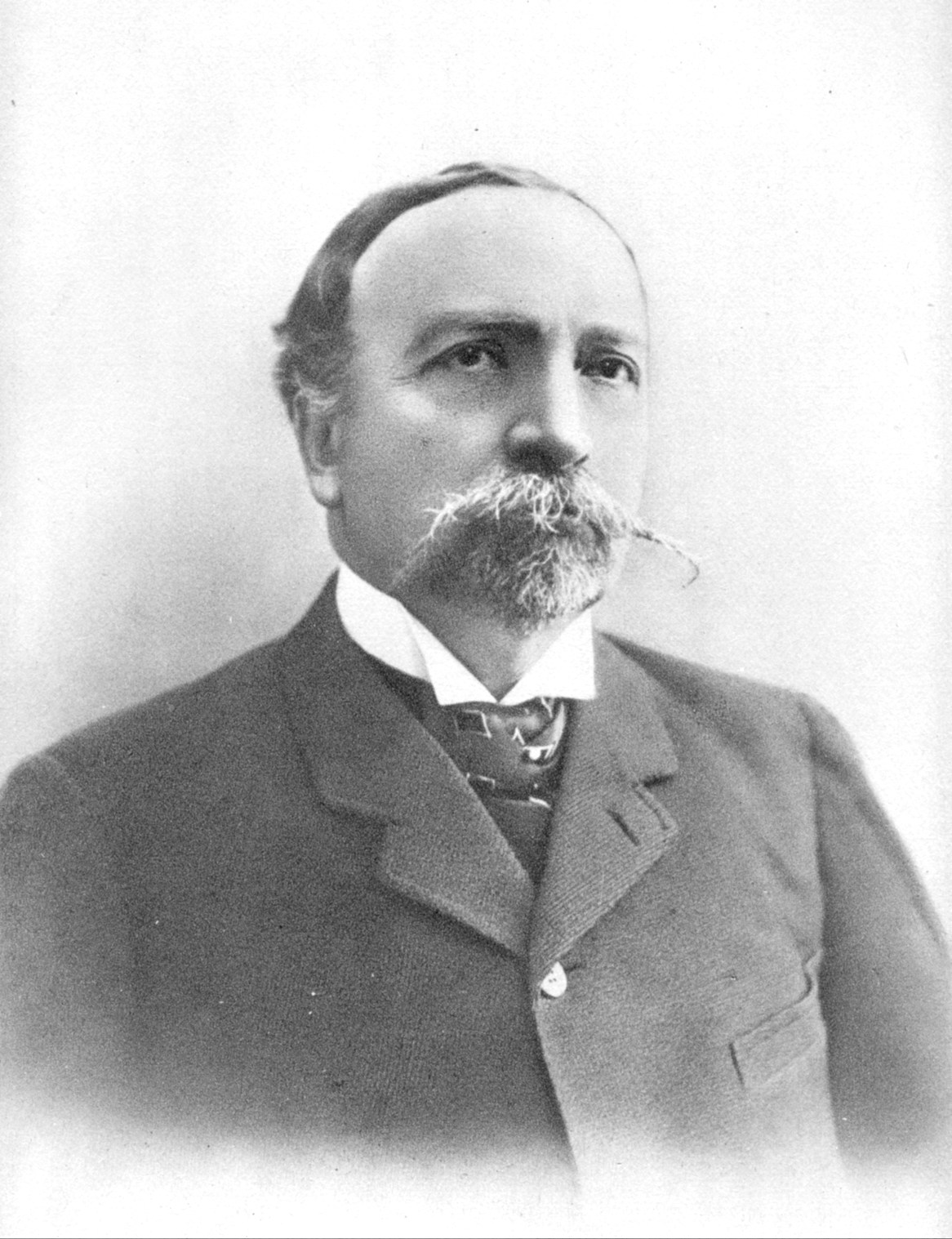
Едвард Войнілович (1847-1928)
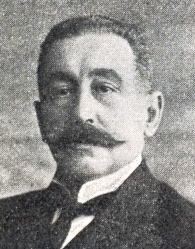
Граф Єжи Чапський (1861—1930)
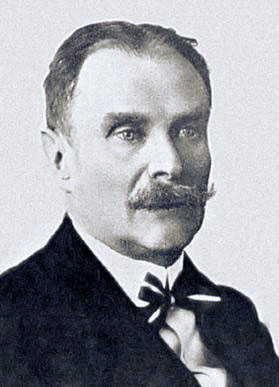
Кароль Незабытовський (1865—1952)
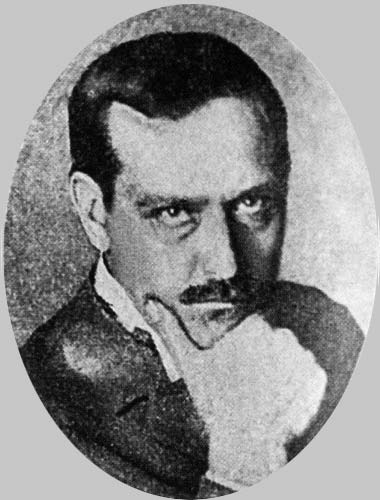
Роман Скірмунт (1868—1939)

Проєкт створення Великого князівства Литовського та Білорусі не є досить вивченою темою. Однак є непрямі докази того, що мінські політичні ініціатори проєкту, ймовірно, мали певну комунікацію та координацію з консервативними католицькими та польсько-шляхетськими силами, що перебували у Вільнюській раді та Вільнюсі, а також з представниками Берліна, зокрема — з князем Матвієм Радзивіллом (1873—1920), графом Альфредом Тишкевичем (1882—1930), графом Яном Тишкевичем (1896—1939) та іншими, які не схвалювали політику литовської Таріби. Крім того, сам проєкт Великого князівства Литовсько-Білоруського був по суті тим самим проєктом у ряді появи прикордонних монархічних держав під кураторством Німеччини на землях Польщі, Естонії, Латвії, Литви, України та Фінляндії в період, коли економіка Німеччини вже не могла протистояти військовим витратам, що загрожувало здачею німецьких позицій на Східному фронті наприкінці Першої світової війни.

## Пошук нових форм політичної суб'єктності Білорусі та Литви
Після невдалого створення Великого князівства Литовського та Білорусі багато католицьких і польськомовних консервативних вельмож (у тому числі багато членів Мінського товариства сільського господарства) підтримали ідею приєднання литовсько-білоруських земель як суб'єкта федерації у відновленій 1919—1920 роках Юзефом Пілсудським багатонаціональній федеративній Речі Посполитої та брали участь у фінансуванні литовсько-білоруських підрозділів .
Ідею перетворення міжвоєнної Польщі (1918—1939) на конституційно-монархічну та федеративну державу (таких складових утворень, як Польща, Білорусь та Литва) підтримали і «Вільнюські консерватори», які певною мірою стали наступниками ліберально-консервативної течії «Крайовців» .

## Паралелі імен
Офіційна історична наука та ідеологія Російської імперії XIX — початку XX ст. щоб виправдати володіння землями колишнього Великого князівства Литовського та Руського (так званої «Північно-західні провінції») прагнули максимально підкреслити велику роль «руського» населення та православ'я у формуванні, характері та історії Великого князівства Литовського. Російські історики Микола Дашкевич, Федір Леонтович, Володимир Антонович, Матвій Любавський, Іван Лапо, Олександр Прасняков та інші. у своїх творах використовували неологізм «Литовсько-Руська держава» або «Литовсько-Руське князівство» .
З початку XX ст. ідеологи білоруського національно-демократичного та соціалістичного руху, багато з яких стали істориками, виробили власні погляди на історію та характер Великого князівства Литовського, що формувалося значною мірою на освітніх засадах російських університетів та під впливом російської історіографічної традиції: наприклад, студентом Володимира Антоновича був Митрофан Доунар-Запольський, а учень Матвія Любовського — Володимир Пічета. У своєму нарисі «Коротка історія Білорусі» (1910) Вацлав Ластовський називає Велике князівство Литовське відповідно до російської традиції «Литовсько-Руською державою», лише зрідка використовуючи такі визначення, як «литовсько-білоруські бояри, посли», діячі білоруського націонал-демократичного і соціалістичний рух почали використовувати новий термін — «Литовсько-Білоруське князівство». Наприклад, Янка Купала у своїй статті «Чи маємо ми право відмовитися від рідної мови?» (Газета «Наше поле», № 15 1914 р.) Використовує термін «литовсько-білоруське князівство» для позначення середньовічного Великого князівства Литовського та Руського . А в 1919 р. історики Мітрофан Доўнар-Запольський («Основи державності Білорусі», 1919 р.), Всеволод Ігнатовський («Короткі нариси історії Білорусі», 1919 р.), Олександр Цвікевич («Білорусь. Політичний нарис», 1919 р.).) публікують свої знакові твори, використовуючи терміни «Литовсько-Білоруське князівство», «Литовсько-Білоруське господарство» та «Велике князівство Литовсько-Білоруське» . У 1919 р. в газеті «Білорусь» (№ 33 1919)) Янка Купала опублікував статтю «Незалежність», де двічі вживає термін «Велике Литовсько-Білоруське князівство» щодо середньовічного Великого князівства Литовського, Руського та Жамойського.
Білоруський історик Олег Дернович вважає, що пов'язування спадкоємності традицій сучасної Білорусі та білорусів лише з терміном «Русь» в історії та структурі імені Великого князівства Литовського, Руського та Жамойського є дефектним та помилковим .